# Symfonie nr. 1 (Bendix)
Victor Bendix voltooide zijn Symfonie Fjeldstigning (Zur Höhe. Ascencion.) in 1882. Later werd door het voltooien van zijn tweede symfonie de volle tekst: Symfonie nr. 1 in C majeur opus 16 Fjeldstigning. Hij droeg het werk op aan à ma femme Rigmor Bendix (geboren Stampe), met wie hij toen getrouwd was, later vertroebelde die relatie.
De bijtitel van deze eerste symfonie van Bendix is afkomstig van het gedicht van Holger Drachmann. De vraag is na al die jaren echter nog steeds: heeft Bendix zijn gehele compositie aan dat gedicht opgehangen of trokken de twee onafhankelijk van elkaar hun eigen weg, dat leidde tot een gedicht dat gepubliceerd werd op 26 februari 1882 en een symfonie die voor het eerst op 4 maart van datzelfde jaar werd gespeeld. In de partituur werden alleen enige teksten genoteerd uit het gedicht. Drachmann benoemde daarbij trouwens geen specifieke berg.
De muziek is vlot geschreven, de klank is opgewekt van deze symfonie, die ingedeeld moet worden in de categorie romantiek. Bendix verkeerde hier onder invloed van de meer Duitse school; hij had wat lessen gevolgd bij Franz Liszt. Het kenmerk van de symfonieën van Bendix is/was dat ze weinig vernieuwend waren en dat geldt ook voor deze. Een puur romantische symfonie met dito thematiek.
Het werk bestaat uit vier delen, de traditionele indeling met traditionele tempoverdeling:
1. Ouverture – Adagio ma non troppo – Allegro moderato
2. Notturno – Allegro vivace; een nachtelijke boswandeling
3. Marcia solenne – Andante sostenuto ; daadwerkelijke beklimming
4. Finale – Allegro animato; reflectie.

De orkestratie is eveneens kenmerkend voor de romantiek:
- 2 dwarsfluiten waarvan 1 ook piccolo, 2 hobo’s, 2 klarineten, 2 fagotten
- 4 hoorns, 2 trompetten, 3 trombones, 1 tuba
- 1 stel pauken pauken, triangel, bekkens, grote trom, harpen, piano, celesta
- violen, altviolen, celli, contrabassen

## Thema
Bergen waren en zijn altijd een geliefd onderwerp voor componisten. Uit diezelfde tijd komen onder meer:
- Franz Liszt : Ce qu'on entend sur la montagne
- Ludolf Nielsen : Fra bjergene
- Rued Langgaard : Symfonie nr. 1 Klippastoraler

en wellicht de bekendste:
- Richard Strauss: Eine Alpensinfonie (1913).

Van veel later datum is Alan Hovhaness met zijn Symfonie nr. 50 Mount St Helens.

## Discografie
- Uitgave Danacord; het Omsk Philharmonisch Orkest o.l.v. Jevgeni Sjestakov
- Uitgave Dacapo Records; het Malmö Symfoniorkester o.l.v. Joachim Gustafsson (zal naar verwachting in augustus 2024 beschikbaar zijn)